# Karl Schwab (Politiker)
Karl Schwab (* 15. September 1936 in Garmanns; † 6. März 2020) war ein österreichischer Politiker der FPÖ. Er war Landtagsabgeordneter im niederösterreichischen Landtag. 

## Leben
Schwab besuchte nach der Pflichtschule zwei Jahre lang eine landwirtschaftliche Fortbildungsschule. Von 1950 bis 1962 arbeitete er im elterlichen Landwirtschaftsbetrieb mit, den er 1963 übernahm. 
Schwab war 1975 bis 1995 Mitglied des Gemeinderates von Ladendorf und vertrat zwischen 1989 und 1995 das Land Niederösterreich im österreichischen Bundesrat, mit einer kurzen Unterbrechung als Mitglied des niederösterreichischen Landtags 1992/1993. Im April 2008 wurde er für die FPÖ neuerlich in den niederösterreichischen Landtag gewählt. Am 1. Juli 2010 legte er sein Mandat im Landtag zurück.

## Nachwirkung
Landtagspräsident Penz meinte in seiner Anerkennungsrede über den scheidenden Abgeordneten Schwab:

„Er vermittelte nicht nur das Bild eines bodenständigen und erdverbundenen Politikers, er war auch nie um eine Antwort verlegen. Und er sorgte auch in diesem Haus für Heiterkeit und für so manches Schmunzeln. Nicht nur in diesem Haus, sondern weit darüber hinaus. Und ich darf auch sagen, Herr Abgeordneter Schwab, Sie sind einer, der mich zu Tränen gerührt hat und das wird mir auch in Erinnerung bleiben.“

Im Jahr 2009 erreichte Schwab durch einen auf YouTube veröffentlichten Zusammenschnitt mehrerer im Landtag gehaltener Reden von rhetorisch minderer Qualität überregionale Bekanntheit. Ein Ausschnitt daraus wurde im Jänner 2010 in einer Folge der satirischen ORF-Sendung Wir sind Kaiser gezeigt.
„Gut, dass Kollege Schwab gesagt hat, wos die Leute sich denkna.“ (Gottfried Waldhäusl) 